# Jeanne-Mathilde Herbelin
Pour les articles homonymes, voir Herbelin.
Jeanne-Mathilde Herbelin née Habert le 24 août 1818 à Brunoy et morte à Paris le 4 avril 1904 est une peintre française.

## Biographie
Jeanne-Mathilde Habert est la fille de Pierre Joseph Habert, lieutenant général, et de Alice Belloc.
Elle a pour maître son oncle maternel, Jean-Hilaire Belloc.
Elle épouse Auguste Jules Herbelin vers 1840.
Elle obtient une médaille de 3e classe (bronze) au Salon de 1843, de 2e classe en 1844, et une médaille de 1re classe en 1847 puis 1848.
Lors de l'Exposition universelle de 1855, une médaille de 1re classe lui est attribuée.
En 1864, elle participe à la toute première exposition de la Société Nationale des Beaux Arts, créée deux ans plus tôt par Théophile Gautier.
Elle termine sa vie auprès de sa nièce Madeleine et sa petite-nièce Suzette Lemaire.
Elle meurt à son domicile de la rue de Monceau le 4 avril 1904.

Sélection d'oeuvres
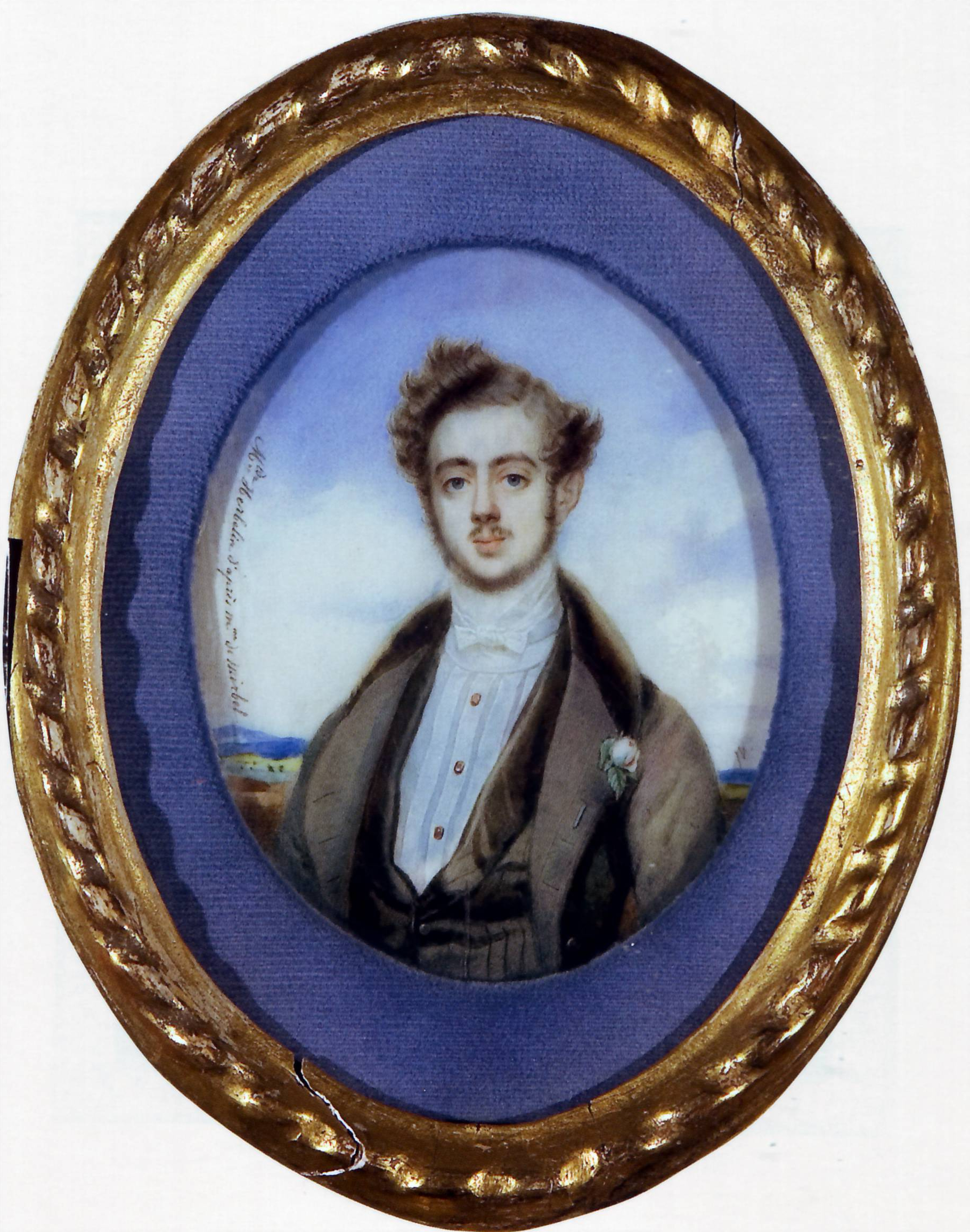
Portrait d'Anatole Demidoff (d'après Lizinska de Mirbel).
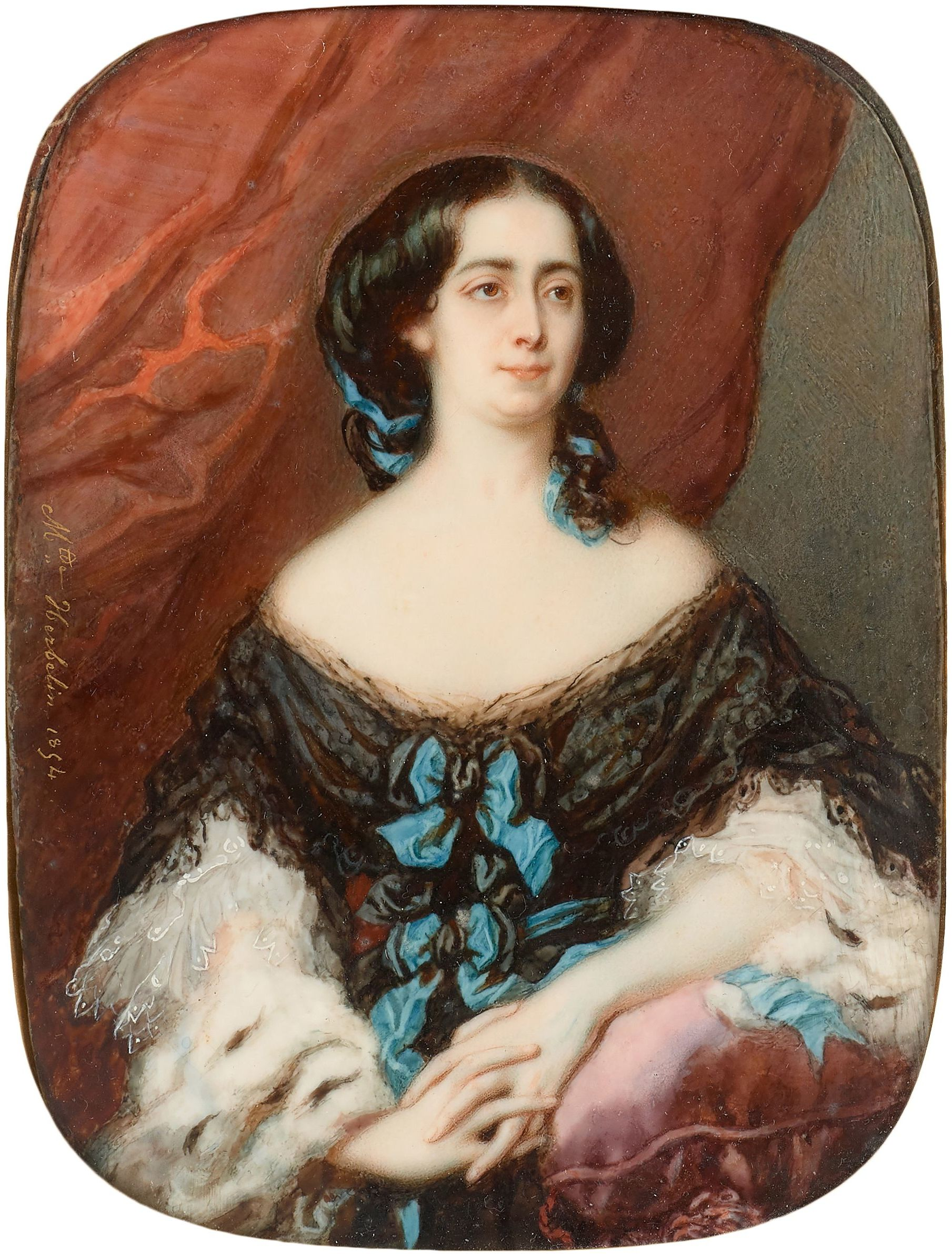
Portrait de la comtesse Pernety, 1854